# Jeux panaméricains de 1967
Navigation
Édition précédente Édition suivante
Les Ve Jeux panaméricains ont eu lieu du 23 juillet au 6 août 1967 à Winnipeg, au Canada. 2 361 athlètes représentant 29 nations étaient aux prises dans 19 sports.

## Participants
- Argentine
- Antilles néerlandaises
- Bahamas
- Barbade
- Belize
- Bermudes
- Bolivie
- Brésil
- Canada
- Chili
- Costa Rica
- Colombie
- Cuba
- Salvador
- Équateur
- États-Unis
- Guatemala
- Guyana
- Îles Vierges des États-Unis
- Jamaïque
- Mexique
- Nicaragua
- Panama
- Paraguay
- Pérou
- Porto Rico
- Trinité-et-Tobago
- Uruguay
- Venezuela

## Sports
| - Athlétisme - Baseball - Basket-ball - Boxe - Cyclisme - Plongeon - Équitation - Escrime - Football - Gymnastique - Hockey | - Judo - Aviron - Tir - Natation - Tennis - Volley-ball - Haltérophilie - Lutte - Voile - Water polo |

## Tableau des médailles
| Rang | Nation                      | Or  | Argent | Bronze | Total |
| ---- | --------------------------- | --- | ------ | ------ | ----- |
| 1    | États-Unis                  | 128 | 69     | 47     | 244   |
| 2    | Canada                      | 17  | 39     | 50     | 106   |
| 3    | Brésil                      | 11  | 10     | 5      | 26    |
| 4    | Argentine                   | 8   | 14     | 12     | 34    |
| 5    | Mexique                     | 7   | 16     | 25     | 48    |
| 6    | Cuba                        | 7   | 16     | 24     | 47    |
| 7    | Trinité-et-Tobago           | 2   | 2      | 3      | 7     |
| 8    | Venezuela                   | 1   | 4      | 6      | 11    |
| 9    | Colombie                    | 1   | 2      | 5      | 8     |
| 10   | Porto Rico                  | 1   | 2      | 3      | 6     |
| 11   | Chili                       | 1   | 1      | 3      | 5     |
| 12   | Panama                      | 0   | 2      | 2      | 4     |
| 13   | Pérou                       | 0   | 2      | 1      | 3     |
| 14   | Uruguay                     | 0   | 1      | 4      | 5     |
| 15   | Bermudes                    | 0   | 1      | 1      | 2     |
| 16   | Équateur                    | 0   | 1      | 0      | 1     |
| 16   | Barbade                     | 0   | 1      | 0      | 1     |
| 18   | Jamaïque                    | 0   | 0      | 3      | 3     |
| 19   | Antilles néerlandaises      | 0   | 0      | 1      | 1     |
| 19   | Guyana                      | 0   | 0      | 1      | 1     |
| 19   | Îles Vierges des États-Unis | 0   | 0      | 1      | 1     |